# Родная кровь
«Родная кровь» — советский художественный полнометражный чёрно-белый фильм, снятый режиссёром Михаилом Ершовым на киностудии «Ленфильм» в 1963 году и по одноимённой повести Фёдора Кнорре.
Съёмки кинофильма проходили в городе Мышкин Ярославской области.

## Сюжет
Действие фильма начинается во время Великой Отечественной войны. Дождливым, ненастным днём танкист Владимир (Евгений Матвеев), возвращаясь из госпиталя на побывку, на речной переправе знакомится с паромщицей Соней (Вия Артмане), в одиночку поднимающей троих детей. Случайное знакомство перерастает в глубокое чувство.
После демобилизации Владимир возвращается к Соне и её детям. Но счастье оказалось недолгим. Соня заболевает и умирает на операционном столе. Через некоторое время в доме у Владимира появляется отец троих детей Сони (Анатолий Папанов) и уговаривает детей к переезду в его новый дом. Соглашается только младший сын. Старшие дети остаются с Владимиром.

## В ролях
- Вия Артмане[1][2][3] — Соня
- Евгений Матвеев — бывший танкист Владимир Семёнович Федотов, старший механик на пароходе «Добрыня»
- Анатолий Папанов — бывший муж Сони и отец её детей, юрист
- Владимир Ратомский — дед Дровосекин, хозяин квартиры
- Таня Доронина — Соня-маленькая
- Андрей Данилов — Эрик в раннем детстве
- Юра Фисенко — старший сын Эрик, повзрослевший
- Вера Поветкина — Соня-маленькая в детстве
- Коля Морозов — эпизод
- Игорь Селюжонок — Гондзик

## В эпизодах
- Юрий Соловьёв — старпом Шаляпин
- Тамара Тимофеева — заведующая клубом
- Роза Свердлова — доктор

## Съёмочная группа
- Сценарий — Фёдор Кнорре
- Постановка — Михаил Ершов
- Главный оператор — Олег Куховаренко
- Режиссёр — Игорь Гостев
- Главный художник — Борис Быков
- Композитор — Вениамин Баснер
- Звукооператор — Георгий Салье
- Оператор — В. Фомин
- Монтажёр — Александра Боровская
- Редактор — Арнольд Витоль
- Художники:
Грим — Е. Борейко
Декорации — Валерий Юркевич
Костюмы — Н. Доброва
- Ассистенты:
режиссёра — М. Полынова, Александр Мельников
оператора — Георгий Иванов[источник не указан 4510 дней]
- Оркестр ленинградского радио и телевидения
Дирижёр — Александр Владимирцов
- Директор картины — Александр Аршанский

## Признание и награды
- Вия Артмане стала лучшей актрисой года по опросу журнала «Советский экран»[4].
- Лента была удостоена нескольких наград на кинофестивалях, в том числе премии «За воплощение гуманизма в киноискусстве» на Международном кинофестивале в Мар-дель-Плата (Аргентина) в 1964 году[5].
- Специальные призы: актёру Анатолию Папанову за исполнение ролей в фильмах «Живые и мёртвые», «Приходите завтра…», «Родная кровь»; актрисе Вии Артмане, директору фильма Александру Аршанскому ВКФ-64 в Ленинграде[6].